# Indyk (zwyczajny)
Indyk (zwyczajny), indyk dziki (Meleagris gallopavo) – gatunek dużego ptaka grzebiącego z rodziny kurowatych (Phasianidae), zamieszkujący pierwotnie różne części Ameryki Północnej. W stanie naturalnym żyje w Stanach Zjednoczonych oraz Meksyku.

## Systematyka
Wyróżniono kilka podgatunków M. gallopavo:
- Meleagris gallopavo silvestris – wschodnia część USA i południowa Kanada od stanu Maine i południa stanu Ontario po Dakotę Południową, północny Teksas i północną Florydę.
- Meleagris gallopavo osceola – Floryda.
- Meleagris gallopavo intermedia – wschodni Meksyk, zachodni i środkowy Teksas, Oklahoma i Kalifornia.
- Meleagris gallopavo mexicana – północno-zachodni i północno-środkowy Meksyk.
- Meleagris gallopavo merriami – zachodnia część USA.
- Meleagris gallopavo gallopavo – zamieszkiwał wulkaniczny płaskowyż na północ od miasta Meksyk, obecnie prawdopodobnie wymarły, jednak wywodzący się od niego indyk domowy (M. g. gallopavo var. domesticus) jako ptak hodowlany spotykany jest na całym świecie.

Indyki introdukowano również m.in. w Niemczech i na Nowej Zelandii.

## Morfologia
Długość ciała samców 100–125 cm, masa ciała samców 5000–11 200 g (w niewoli nawet do 13 100 g); długość ciała samic 76–95 cm, masa ciała samic 2200–4200 g; rozpiętość skrzydeł ok. 120–180 cm. Samce są do 30% większe od samic. Upierzenie samca jest czarne, pokryte brązowo-białym prążkowaniem. Głowa i szyja naga, pokryta brodawkami. Korale i grzebień dobrze wykształcone. W zależności od pory roku naga skóra zmienia kolor od niebieskiego i czerwonego po niemal biały. Nogi szaro-zielonkawo-żółte. Samice mniejsze i mniej kontrastowe. Istnieją różnice w wielkości i upierzeniu między poszczególnymi podgatunkami.
Wiele otrzymanych ras indyka domowego znacznie odbiega ubarwieniem i rozmiarami od ptaków dzikich.

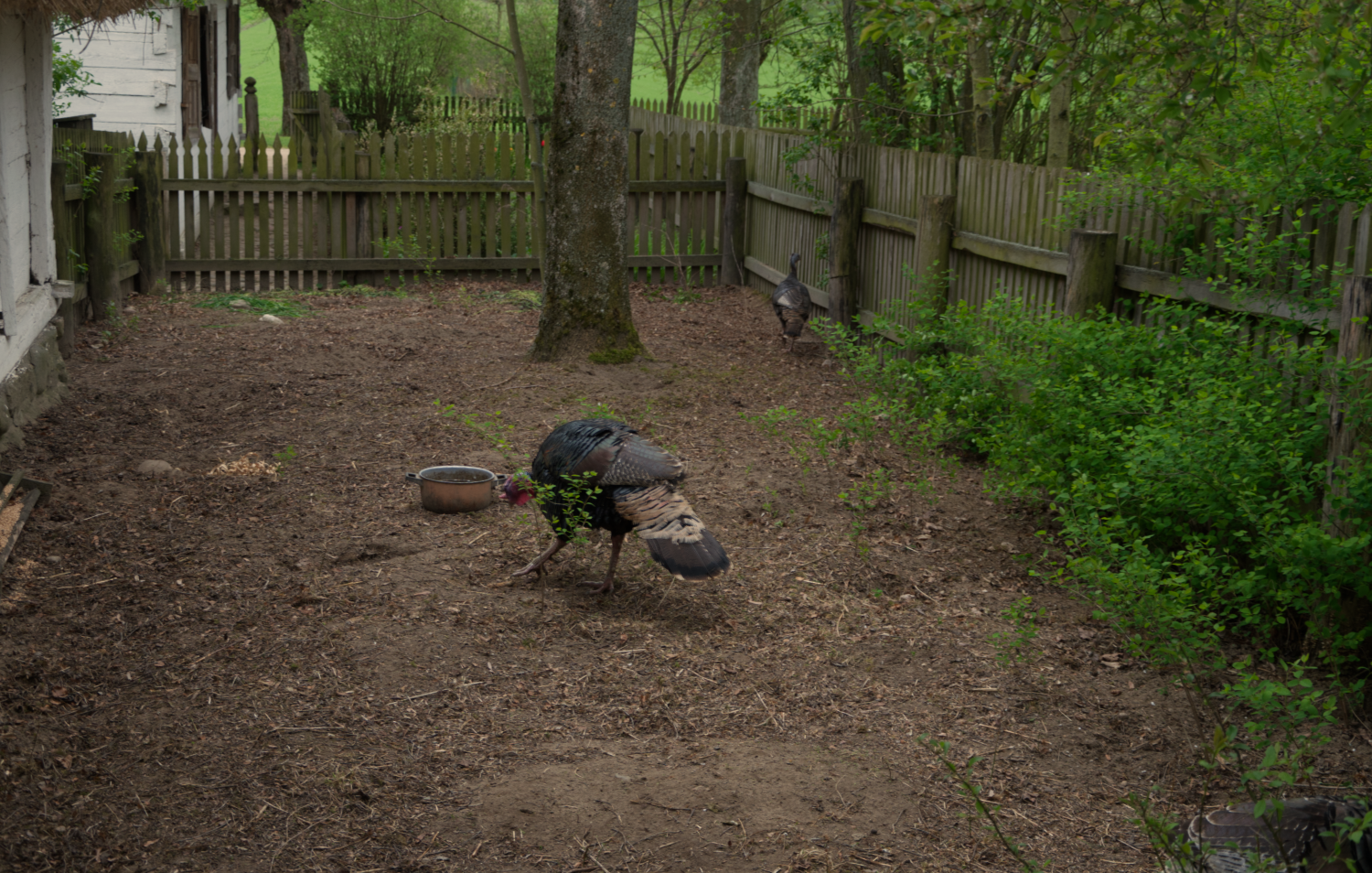
Indyk w Muzeum Wsi Mazowieckiej w Sierpcu

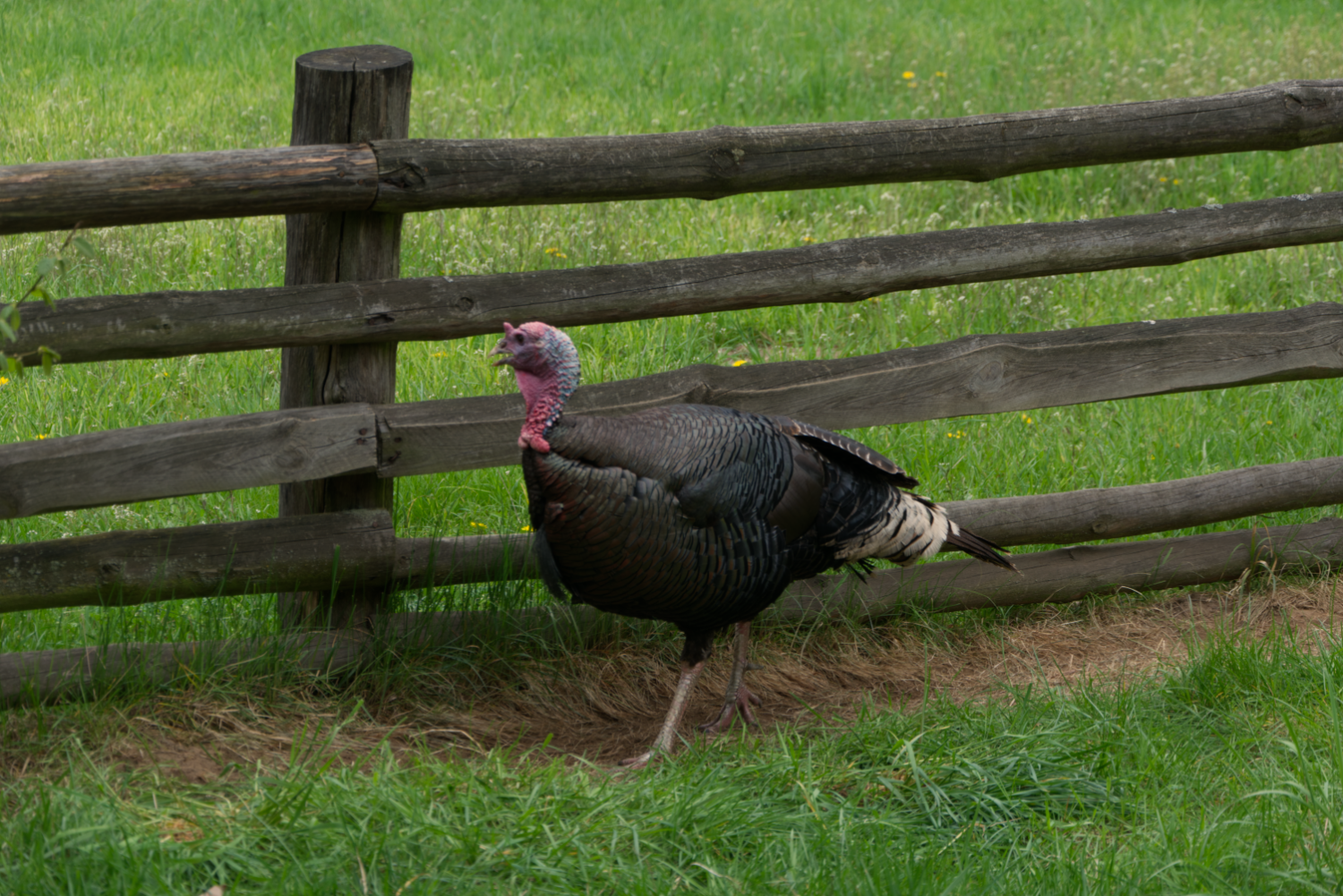
Indyk w Muzeum Wsi Mazowieckiej w Sierpcu

## Ekologia i zachowanie
BiotopSkraje lasów lub lasy z terenami otwartymi.
GniazdoPłytkie zagłębienie w ziemi ukryte w gęstej roślinności. Często jedno gniazdo jest budowane przez dwie samice, które następnie znoszą w nim jaja, które wspólnie wysiadują.
JajaW ciągu roku wyprowadza jeden lęg, składając w styczniu – marcu 4–20 jaj.
WysiadywanieJaja wysiadywane są od zniesienia pierwszego jaja przez okres 25–30 dni przez samicę. Pisklęta opuszczają gniazdo po około 2 tygodniach, lecz w razie zagrożenia mogą to zrobić już po 24 godzinach od wyklucia.
PożywienieGłównie rośliny, uzupełniane drobnymi zwierzętami.

## Status i zagrożenia
Międzynarodowa Unia Ochrony Przyrody (IUCN) uznaje indyka zwyczajnego za gatunek najmniejszej troski (LC – least concern) nieprzerwanie od 1988 roku. Trend liczebności populacji jest wzrostowy.

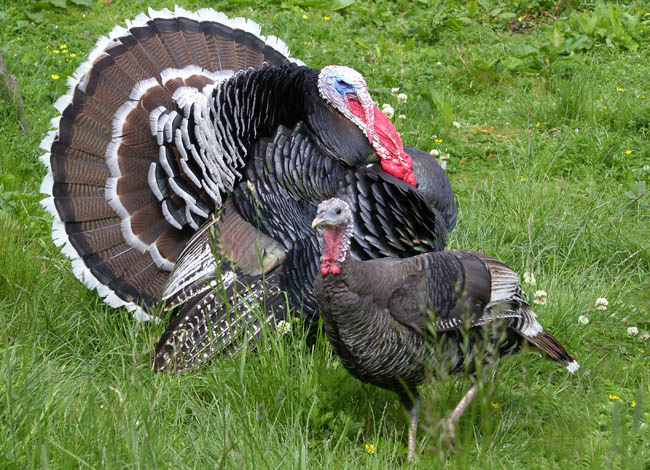
Samiec i samica indyka

W wielu stanach gatunek łowny.